# Factor de caída

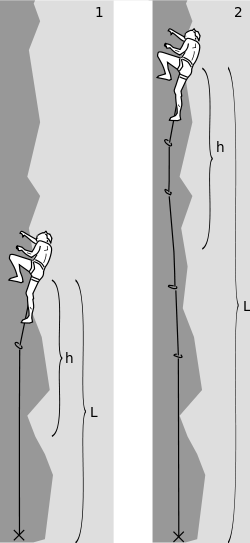
El escalador cae la misma altura h en ambas situaciones, pero estará sometido a una fuerza mayor en la posición 1, debido a un mayor factor de caída.

En una escalada utilizando una cuerda dinámica el factor de caída (f) es la proporción entre la altura (h) que desciende un escalador antes que la cuerda del escalador empiece a estirarse y la longitud de cuerda (L) disponible para absorber la energía de la caída.
{\displaystyle f={\frac {h}{L}}}

## Fuerza de impacto
La fuerza de impacto está definida como la tensión máxima en la cuerda cuándo el escalador cae. Utilizando el modelo de cuerda común de un oscilador armónico sin amortiguación (HO) la fuerza de impacto Fmax en la cuerda viene dada por:
{\displaystyle F_{max}=mg+{\sqrt {(mg)^{2}+2mghk}}=mg+{\sqrt {(mg)^{2}+2mgEqf}}}
Dónde mg es el peso del escalador, h es la altura de caída y k es la constante de elasticidad de la cuerda. Utilizando el módulo elásctico E = k L/q que es una constante material , la fuerza de impacto depende sólo del factor de caída f, i.e. en la proporción h/L, la sección q de la cuerda, y el peso del escalador. Cuanta más cuerda esté disponible, más suave estará la cuerda en la compensación de la energía de caída más alta. La fuerza máxima en el escalador es Fmax reducido por el peso del escalador mg. La fórmula anterior puede ser fácilmente obtenida por la ley de conservación de la energía en el tiempo de tensión máxima respecto al alargamiento máximo xmax de la cuerda:
{\displaystyle mgh={\frac {1}{2}}kx_{max}^{2}-mgx_{max}\ ;\ F_{max}=kx_{max}}
Utilizando el modelo HO para obtener la fuerza de impacto de cuerdas reales de escalada como una función de la altura de caída h y el peso del escalador mg, es necesario conocer el valor experimental de E para una cuerda dada. Sin embargo, los fabricantes de cuerdas dan sólo la fuerza de impacto de la cuerda F0 y sus alargamientos estáticos y dinámicos que están medidos bajo condiciones estándar de caída de la UIAA: Una altura de caída h0 de 2 × 2.3 m con una longitud de cuerda disponible L0 = 2.6m produce un factor de caída f0 = h0/L0 = 1.77 y una velocidad de caída v0 = (2gh0)1/2 = 9.5 m/s resultando una distancia caída h0. La masa m0 utilizada en la caída es 80 kg. Utilizando estos valores para eliminar la cantidad desconocida E conduce a una expresión de la fuerza de impacto como función de alturas de caída arbitraria h y factores de caída arbitraria f de la forma:
{\displaystyle F_{max}=mg+{\sqrt {(mg)^{2}+F_{0}(F_{0}-2m_{0}g){\frac {m}{m_{0}}}{\frac {f}{f_{0}}}}}}
Este sencillo modelo de oscilador armónico sin amortiguación de una cuerda, sin embargo,  no describe correctamente el proceso de caída completo con cuerdas reales. Medidas más exactas del comportamiento de una cuerda de escalada durante una caída completa se pueden explicar si el oscilador armónico sin amortiguar se complementa con un término no lineal hasta la fuerza de impacto máxima, y entonces, cerca de la fuerza máxima en la cuerda, la fricción interna en la cuerda se añade y eso asegura la relajación rápida de la cuerda a su situación normal.

## Escalada libre
Un factor de caída de dos es el máximo posible en una caída de escalada libre, ya que la longitud de una caída asegurada no puede superar dos veces la longitud de la cuerda. Normalmente, un factor-2 de caída puede ocurrir sólo cuándo un escalador en cabeza no ha colocado ninguna protección y cae sobrepasando el asegurador (dos veces la distancia de longitud de cuerda entre ellos), o la ancla si el escalador está solo  subiendo la ruta que utiliza un auto-seguro. Tan pronto como el escalador pasa la cuerda por las clavijas de protección por encima del asegurador, la distancia de la caída potencial como función de longitud de cuerda se reduce, y el factor de caída se hace menor de 2.

## Factores de caída por encima de 2
En las caídas que ocurren en una vía ferrata, los factores de caída pueden ser mucho más altos. Esto ocurre porque la longitud de cuerda entre el arnés y el mosquetón es corto y fijo, mientras que la distancia que el escalador puede caer depende de los espacios entre puntos de agarre al cable de seguridad.